# Megatron (canción)
«Megatron» (estilizado en mayúsculas) es una canción interpretada por la rapera, compositora y cantante trinitense, Nicki Minaj. Fue lanzada como sencillo el 21 de junio de 2019 a través de Young Money Entertainment, Cash Money Records y Republic Records junto al vídeo musical del sencillo. Es el primer lanzamiento de Minaj como artista principal en 2019, después de algunas apariciones en canciones de otros artistas, así como también de una pausa en las redes sociales.

## Antecedentes
«Megatron» es el primer sencillo de Minaj en 2019, habiendo aparecido como artista colaborativa a principios de año en canciones como «Dumb Blonde» de Avril Lavigne, «Wobble Up» de Chris Brown con G-Eazy y «BAPS» de Trina.

## Composición
«Megatron» fue coescrita por Minaj, Brittany «Chi» Coney, Denisia «Blu Jones» Andrews, Haldane Wayne Browne y Andrew «Pop» Wansel, con producción adicional de Nova Wav y coproducción de la propia Minaj. La canción contiene fragmentos de «Heads High» de Mr. Vegas.

## Posicionamiento en listas

### Semanales
| País           | Lista                                 | Mejor posición |      |
| 2019           | 2019                                  | 2019           | 2019 |
| -------------- | ------------------------------------- | -------------- | ---- |
| Australia      | ARIA Singles Chart                    | 89             |      |
| Australia      | ARIA Urban Singles Chart              | 26             |      |
| Australia      | ARIA Digital Tracks Chart             | 30             |      |
| Canadá         | Canadian Hot 100                      | 25             |      |
| Canadá         | Canadian Digital Songs                | 11             |      |
| Escocia        | Scottish Singles Chart Top 100        | 23             |      |
| Estados Unidos | Rolling Stone Top 100 Songs           | 2              |      |
| Estados Unidos | Billboard Hot 100                     | 20             |      |
| Estados Unidos | On-Demand Streaming Songs             | 20             |      |
| Estados Unidos | Rap Streaming Songs                   | 12             |      |
| Estados Unidos | Hot R&B/Hip-Hop Songs                 | 11             |      |
| Estados Unidos | R&B/Hip-Hop Digital Song Sales        | 2              |      |
| Estados Unidos | R&B/Hip-Hop Streaming Songs           | 14             |      |
| Estados Unidos | Hot Rap Songs                         | 9              |      |
| Estados Unidos | Rhythmic Songs                        | 30             |      |
| Estados Unidos | Digital Songs                         | 3              |      |
| Estados Unidos | Streaming Songs                       | 18             |      |
| Grecia         | Digital Singles Chart (International) | 53             |      |
| Hungría        | Rádiós Top 40                         | 9              |      |
| Irlanda        | Irish Singles Chart                   | 56             |      |
| Nueva Zelanda  | Hot Singles Chart                     | 10             |      |
| Reino Unido    | UK Singles Chart                      | 34             |      |
| Reino Unido    | Singles Chart Updates                 | 22             |      |
| Reino Unido    | Audio Streaming Chart                 | 52             |      |
| Reino Unido    | Singles Downloads Chart               | 19             |      |
| Reino Unido    | UK R&B Singles Chart                  | 20             |      |

## Historial de lanzamiento
| Región | Fecha               | Formato                    | Discográfica              | Ref.  |
| ------ | ------------------- | -------------------------- | ------------------------- | ----- |
| Varios | 21 de junio de 2019 | Descarga digital Streaming | Young Money Entertainment | [ 2 ] |